# Open Castilla y León 2004
L'Open Castilla y León 2004 è stato un torneo di tennis facente parte della categoria ATP Challenger Series nell'ambito dell'ATP Challenger Series 2004. Il torneo si è giocato a Segovia in Spagna dal 26 luglio al 1º agosto 2004 su campi in cemento.

## Vincitori

### Singolare
Paul-Henri Mathieu ha battuto in finale  Nicolas Mahut con il punteggio di 6(4)–7, 6–4, 6–4

### Doppio
Igor' Kunicyn /  Vladimir Volčkov hanno battuto in finale  Daniel Muñoz de la Nava /  Iván Navarro con il punteggio di 3–6, 6–3, 6–2